# Derek Fowlds
Derek James Fowlds (London, 1937. szeptember 2. – Bath, 2020. január 17.) angol színész.

## Filmográfia

### Film
| Év   | Magyar cím                   | Eredeti cím                                | Szerep              | Megjegyzések                 |
| ---- | ---------------------------- | ------------------------------------------ | ------------------- | ---------------------------- |
| 1962 | A hosszútávfutó magányossága | The Loneliness of the Long Distance Runner | elítélt             | stáblistán nincs feltüntetve |
| 1962 |                              | We Joined the Navy                         | midshipman / Carson |                              |
| 1963 |                              | Doctor in Distress                         | Gillibrand medikus  |                              |
| 1963 |                              | Tamahine                                   | Bash                |                              |
| 1964 |                              | Hot Enough for June                        | napozó férfi        |                              |
| 1964 |                              | East of Sudan                              | Murchison           |                              |
| 1966 |                              | Hotel Paradiso                             | Maxime              |                              |
| 1967 | Frankenstein nőt alkotott    | Frankenstein Created Woman                 | Johann              |                              |
| 1969 |                              | The Smashing Bird I Used to Know           | Geoffrey            |                              |
| 1972 |                              | Tower of Evil                              | Dan                 |                              |
| 1973 |                              | Mistress Pamela                            | Sir Percy           |                              |
| 1976 |                              | The Copter Kids                            | Peters kapitány     |                              |
| 1992 | A hegyen túl                 | Over the Hill                              | Dutch               | magyar hangja Fodor Tamás    |
| 2012 |                              | Run for Your Wife                          | kalapos férfi       |                              |

### Televízió
Tv-filmek
- Edward the Seventh (1975)
- The Funny Side of Christmas (1982)

Tv-sorozatok
- Gideon's Way (1965, egy epizódban)
- Take a Pair of Private Eyes (1966, hat epizódban)
- Z Cars (1968, két epizódban)
- The Basil Brush Show (1969–1973, 64 epizódban)
- Robin's Nest (1978, egy epizódban)
- Igenis, miniszter úr! (Yes Minister) (1980–1984, 22 epizódban)
- Heartbeat (1992–2010, 342 epizódban)
- Affairs of the Heart (1983–1985, hét epizódban)
- Igenis, miniszterelnök úr! (Yes, Prime Minister) (1986–1988, 16 epizódban)
- Inspector Morse (1988, egy epizódban)
- Die Kinder (1990, hat epizódban)
- Chancer (1990–1991, hat epizódban)
- Firm Friends (1992–1994, nyolc epizódban)
- Baleseti sebészet (Casualty) (1994–2013, két epizódban)
- Doktorok (Doctors) (2017, egy epizódban)